# Johann Friedrich Spindler
Johann Friedrich Spindler der Ältere (* 12. September 1726 in Bayreuth; † um 1799) war ein deutscher Kunsttischler (Ebenist) und Möbelkünstler des Rokoko.

## Leben
Er entstammte der Bayreuther Bau- und Kunsthandwerkerfamilie Spindler und war der Sohn des fürstlichen Schlosszimmermeisters Johann Spindler (1691–1770). Über sein Leben liegen nur wenige gesicherte Erkenntnisse vor. Vermutlich ging er in der Werkstatt seines Vaters zur Lehre und besuchte in Bayreuth die Kunstakademie. Gemeinsam mit seinem Stiefbruder Heinrich Wilhelm Spindler dem  Jüngeren (1738–1788) vollendete Johann Friedrich 1765 das Spindlerkabinett  im Schloss Fantaisie, welches als ein Hauptwerk des Bayreuther Rokoko gilt.
1763 übersiedelte der Künstler nach Potsdam. Er folgte dem Ruf Friedrich II., um dort gemeinsam mit seinem Stiefbruder Möbel mit Intarsien und Marketerien zu fertigen. Belegt sind insgesamt 13 Möbel und Standuhrengehäuse der Gebrüder Spindler für das Neue Palais in Potsdam.

## Werk

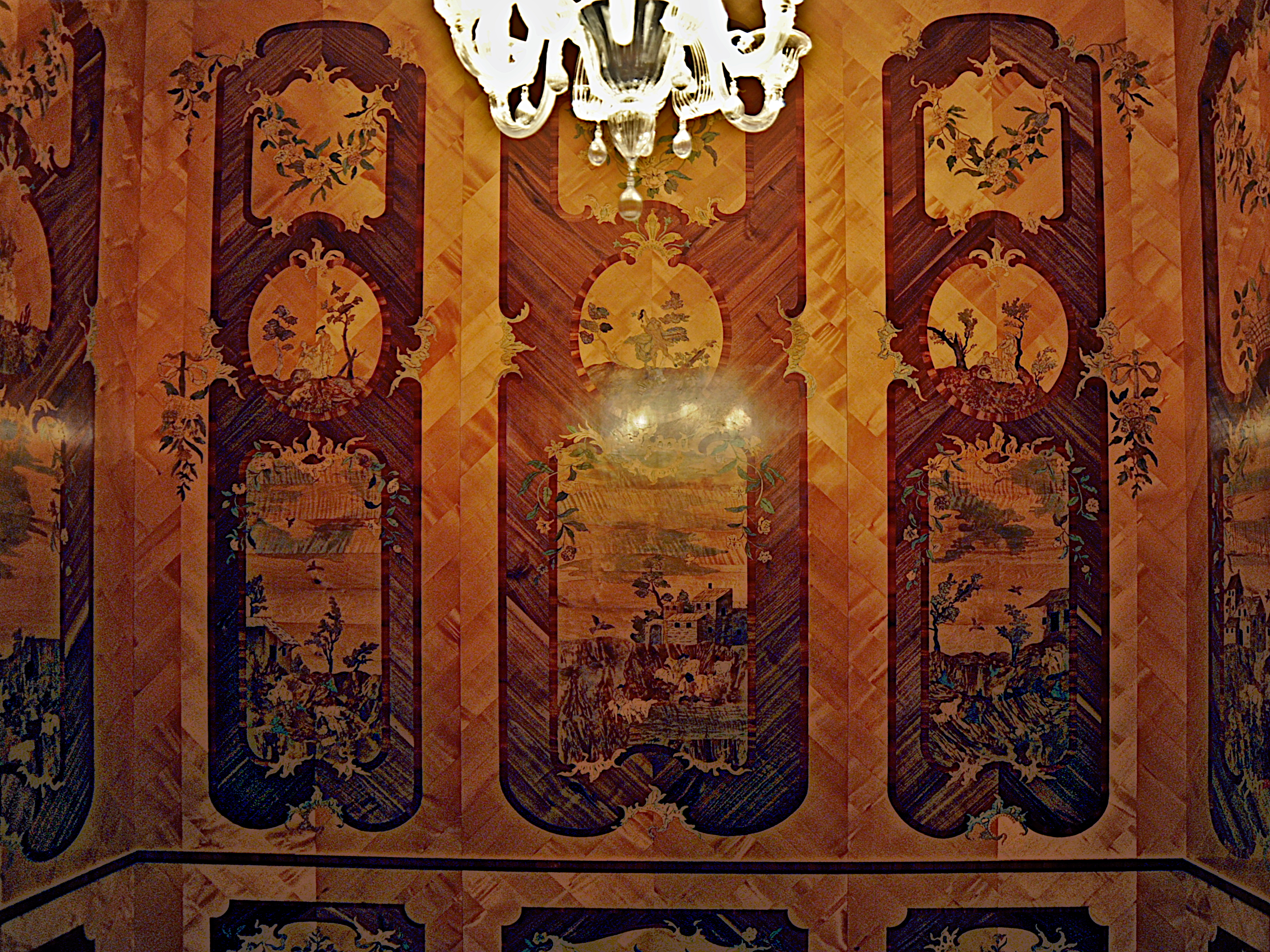
Blick in das Spindlerkabinett im Schloss Fantaisie in Eckersdorf

Johann Friedrich Spindler gehört zu den Herstellern der hervorragendsten Furniermöbel des Rokoko in Deutschland, die vor allem in seiner Zeit in Potsdam entstanden sind. Zu seinen wichtigsten Werken zählt die Vertäfelung eines Kabinetts für Schloss Fantaisie im oberfränkischen Eckersdorf (Ortsteil Donndorf). Das Original befindet sich im Nationalmuseum in München. In Donndorf ist eine aufwändige Kopie zu sehen.